# Pergalumna medialis
Pergalumna medialis är en kvalsterart som först beskrevs av Sellnick 1925.  Pergalumna medialis ingår i släktet Pergalumna och familjen Galumnidae. Inga underarter finns listade i Catalogue of Life.